# Humphrey Davy Findley Kitto
Humphrey Davy Findley Kitto (* 6. Februar 1897 in Stroud, Gloucestershire; † 21. Januar 1982 in Bristol) war ein britischer Altphilologe.

## Leben
Kitto erhielt seine erste Dozentur für Griechische Philologie 1920 an der Universität von Bristol. Dort erhielt er 1944 die Professur für Griechische Philologie, die er bis zu seiner Emeritierung 1962 innehatte. 1955 wurde er zum Mitglied (Fellow) der British Academy gewählt.
Bei seiner wissenschaftlichen Arbeit setzte sich Kitto intensiv mit den griechischen Tragikern auseinander. Neben einigen wissenschaftlichen Studien veröffentlichte er u. a. Übersetzungen der Sophokles-Dramen Antigone, Elektra und Oedipus Rex.
Die von ihm 1951 verfasste Darstellung Die Griechen. Von der Wirklichkeit eines geschichtlichen Vorbilds bietet einen ausführlichen Überblick über die altgriechische Kultur und behandelt gleichermaßen Themen der Sozial-, Militär- und Religionsgeschichte. Das Buch erfuhr mehrere Auflagen in verschiedenen Sprachen und gilt bis heute als Standardwerk.

## Werk (Auswahl)
- Greek Tragedy: A Literary Study. London 1939.
- The Greeks. London 1951 (dt. Die Griechen. Von der Wirklichkeit eines geschichtlichen Vorbilds. Stuttgart 1957).
- Form und meaning in drama. London 1956.
- Poiesis: Structure and Thought (Sather Classical Lectures). Berkeley 1966.